# Ausztria zászlaja
Ausztria zászlaja Ausztria egyik nemzeti jelképe.
A zászló három egyenlő sávból áll, amelyek piros-fehér-piros sorrendben követik egymást. Ez a lobogó a világ egyik legrégebben használt zászlaja.
A zászlót a mai formájában először 1230-ban használták. Az utolsó Babenberg herceg, II. Frigyes alkotta meg ezt a trikolórt, amellyel az volt a szándéka, hogy tovább függetlenítse uradalmát a német-római császártól.

## Legenda
A zászló legendája szerint V. Lipót, osztrák herceg (1157–1194) volt az, aki akaratlanul megalkotta a máig fennmaradt lobogót. Lipót a kereszténység védelmében részt vett a keresztes hadjáratokban, és seregének élén bátran harcolt a pogányok ellen. Egyszer az akkói csata (1191) előtt fehér zubbonyt vett magára, és úgy nézett szembe az ellenséggel. A krónikák szerint a csata olyan véres volt, hogy a végére Lipót tiszta vér volt. Amikor a herceg leoldotta övét, a vérvörös kabáton egy fehér csík jelent meg, amelyet az öv mentett meg a vértől. Ezek után Lipót ezt a három színt használta lobogójának.

## A nemzeti zászló mellett használt lobogók
Egy 1945-ös, a zászlóhasználatra vonatkozó törvény szerint a nemzeti zászló címer nélküli, az állami zászló, amit az elnök és az állami hivatalok használhatnak, címerrel ellátott. A címer a zászló közepén helyezkedik el, átnyúlva a vörös sávokra is. A zászló oldalainak aránya a nemzeti zászlóval megegyező: 2:3.